# Stainach
Stainach is een plaats en voormalige gemeente in de Oostenrijkse deelstaat Stiermarken. Het is de voornaamste ortschaft van de gemeente Stainach-Pürgg, die deel uitmaakt van het district Liezen. De gemeente Stainach telde in 2013 1943 inwoners. In 2015 ging ze bij een herindeling samen met Pürgg-Trautenfels op in de gemeente Stainach-Pürgg.
Stainach is gelegen aan de Enns en heeft een treinstation (Bahnhof Stainach-Irdning).
De laatste burgemeester van Stainach was Gernot Schweiger van de SPÖ. De laatste gemeenteraad bestond uit drie partijen: de ÖVP met 6 zetels, de SPÖ met 8 en de FPÖ met 1.
- Gemeinsame Normdatei: 4481896-8
- Virtual International Authority File: 248715237